# Wongawallan
Wongawallan är en del av en befolkad plats i Australien. Den ligger i kommunen Gold Coast och delstaten Queensland, omkring 49 kilometer sydost om delstatshuvudstaden Brisbane. Antalet invånare är 762.
Närmaste större samhälle är Southport, omkring 19 kilometer sydost om Wongawallan. 
I omgivningarna runt Wongawallan växer i huvudsak städsegrön lövskog. Runt Wongawallan är det ganska tätbefolkat, med 90 invånare per kvadratkilometer. Genomsnittlig årsnederbörd är 1 424 millimeter. Den regnigaste månaden är januari, med i genomsnitt 275 mm nederbörd, och den torraste är oktober, med 21 mm nederbörd.